# Шоркаси (Чебоксарський район)
Шорка́си (рос. Шоркасы, чув. Шуркасси) — присілок у складі Чебоксарського району Чувашії, Росія. Входить до складу Чиршкасинського сільського поселення.
Населення — 106 осіб (2010; 99 у 2002).
Національний склад:
- чуваші — 100 %